# Gross Barmen
Gross Barmen (seit dem 28. Oktober 1844, zuvor Otjiherero Otjikango bzw. Khoekhoegowab ǁKatsabiasKlicklaut), selten auch Neu-Barmen, ist eine Quelle in Namibia, 28 Kilometer westlich von Okahandja. Es ist ein staatliches Naherholungsgebiet. Hier befinden sich Thermalbäder und Unterkünfte. Das Gebiet ist ein beliebtes Ausflugsziel, insbesondere der Windhoeker. Das warme, schwefelige Heilwasser wird in ein Innen- und ein Außenbecken geleitet.
Südöstlich des Ortes liegt die Osonakuppe.

## Namensherkunft
Der Ort – benannt nach dem damaligen Hauptsitz der Rheinischen Mission in Barmen (heute Teil von Wuppertal) – wurde nach dem Aufbau eines Missionsstandortes im nahen Okahandja um 1844 von den Missionaren Carl Hugo Hahn und Franz Heinrich Kleinschmidt als erste Missionsstation bei den Herero gegründet.

## Renovierung
Das Erholungsgebiet Gross Barmen war zwischen Dezember 2010 und dem 3. Dezember 2014  geschlossen, da weitreichende Sanierungen und Renovierungen vorgenommen wurden. Neben komplett neuen Unterkünften entstanden ein großer Spa- und Wellnessbereich und Konferenzmöglichkeiten.